# FK Lovćen Cetinje
FK Lovćen Cetinje (celým názvem Fudbalski klub Lovćen Cetinje, cyrilicí Фудбалски Kлуб Ловћен Цетиње) je fotbalový klub z Černé Hory, z města Cetinje. Založen byl roku 1913 (rok založení je i v klubovém logu), je to nejstarší černohorský klub a jeden z nejstarších v jihovýchodní Evropě. Pojmenován je podle blízkého pohoří Lovćen. Domácím hřištěm je stadion Obilića Poljana s kapacitou 5 000 míst. Klubové barvy jsou červená a bílá.

## Historie

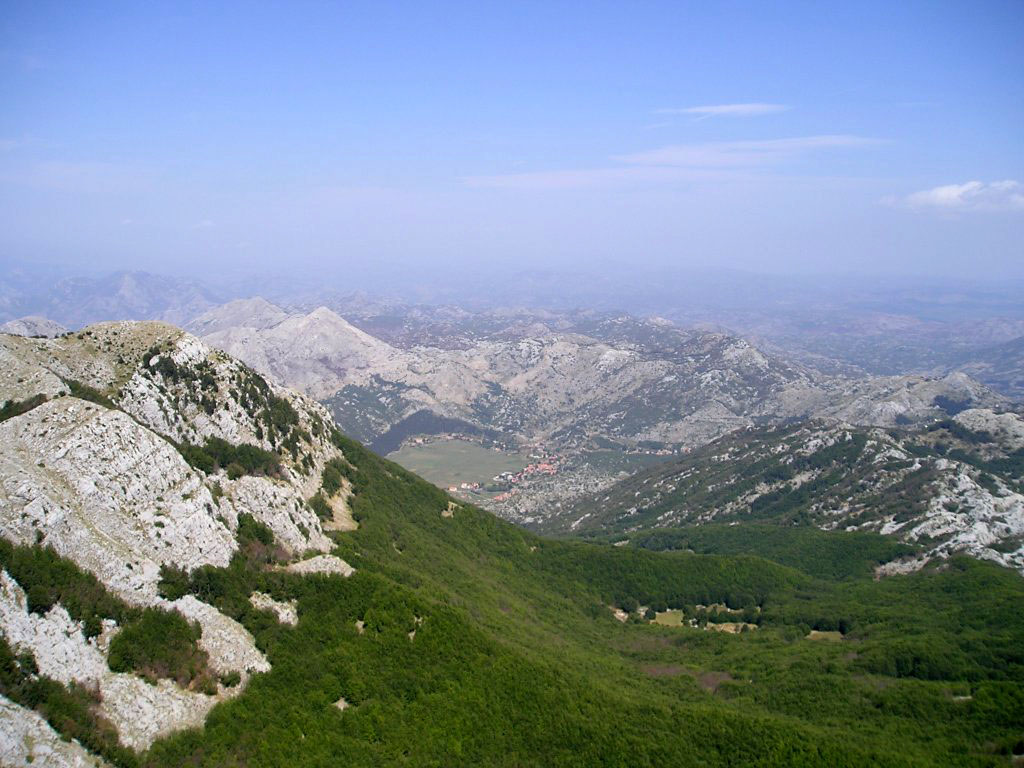
Černohorské pohoří Lovćen, podle něhož je klub pojmenován.

Po rozpadu soustátí Srbsko a Černá Hora v roce 2006 a následném vzniku samostatného státu Černá Hora a s tím spojeného vzniku samostatných fotbalových lig se klub na konci sezóny 2006/07 probojoval do černohorské první ligy.
V ročníku 2008/09 se probojoval do finále černohorského fotbalového poháru, kde podlehl týmu OFK Petrovac 0:1. V sezoně 2013/14 pohár vyhrál po finálovém vítězství 1:0 nad FK Mladost Podgorica.

## Domácí trofeje
- Crnogorski fudbalski kup – 1× vítěz (2013/14)[2]